# Edmond Julien
Edmond Julien († 1894) war ein belgischer Erfinder.
Für die positive Elektrode seiner Akkumulatoren schuf er 1884 das Julien-Metall, eine Hartblei-Legierung mit ca. 4 % Antimon (und ggf. 4 % Quecksilber), die weder durch Säure noch durch den elektrischen Strom angegriffen wird. Die Firma L'Electrique in Brüssel fertigte die Akkus. Der deutsche Lizenznehmer, der Ingenieur J. L. Huber (Hamburg, Brauerstr. 34; * um 1844; † 11. Januar 1916) verbesserte sie später und unternahm 1886 erfolglose Versuche mit einer Akku-Straßenbahn.
Der Julien electric street car hatte 1885 auf der Weltausstellung (Exposition Universelle d'Anvers) in Antwerpen den ersten Preis bekommen.
Mit „Julien’s Patent Electric Traction“ wurde 1889 in Adelaide an der Henley Beach eine batteriebetriebene Straßenbahn getestet.
Ab 2. Juli 1887 wurde damit im Jardim Botânico von Rio de Janeiro ebenfalls eine „Ferro-Carril“ betrieben.